# Model Bose-Hubbard
El model Bose-Hubbard ofereix una descripció de la física de la interacció dels bosons sense fil en una xarxa. Està estretament relacionat amb el model de Hubbard que es va originar en la física de l'estat sòlid com a descripció aproximada dels sistemes superconductors i el moviment dels electrons entre els àtoms d'un sòlid cristal·lí. El model va ser introduït per Gersch i Knollman l'any 1963 en el context dels superconductors granulars. (El terme "Bose" en el seu nom es refereix al fet que les partícules del sistema són bosòniques). El model va agafar protagonisme a la dècada de 1980 després que es va trobar que capturava l'essència de la transició superfluid-aïllant d'una manera que era molt més manejable matemàticament que els models fermiònics d'aïllament metàl·lic.
El model Bose-Hubbard es pot utilitzar per descriure sistemes físics com els àtoms bosònics en una xarxa òptica, així com certs aïllants magnètics. A més, es pot generalitzar i aplicar a les mescles de Bose-Fermi, en aquest cas l'hamiltonià corresponent s'anomena hamiltonià de Bose-Fermi-Hubbard.
La física d'aquest model ve donada per l'hammiltonià de Bose-Hubbard:
{\displaystyle H=-t\sum _{\left\langle i,j\right\rangle }\left({\hat {b}}_{i}^{\dagger }{\hat {b}}_{j}+{\hat {b}}_{j}^{\dagger }{\hat {b}}_{i}\right)+{\frac {U}{2}}\sum _{i}{\hat {n}}_{i}\left({\hat {n}}_{i}-1\right)-\mu \sum _{i}{\hat {n}}_{i}}
Aquí, {\displaystyle \left\langle i,j\right\rangle } indica la suma de tots els llocs de gelosia veïns {\displaystyle i} i {\displaystyle j}, mentre {\displaystyle {\hat {b}}_{i}^{\dagger }} i {\displaystyle {\hat {b}}_{i}^{}} són operadors de creació i aniquilació bosònics tals que {\displaystyle {\hat {n}}_{i}={\hat {b}}_{i}^{\dagger }{\hat {b}}_{i}} dona el nombre de partícules al lloc {\displaystyle i} . El model es parametritza per l'amplitud de salt {\displaystyle t} que descriu la mobilitat dels bosons a la xarxa, la interacció in situ {\displaystyle U} que pot ser atractiu ({\displaystyle U<0}) o repulsiu ({\displaystyle U>0}), i el potencial químic {\displaystyle \mu }, que bàsicament estableix el nombre de partícules. Si no s'especifica, normalment la frase "model Bose-Hubbard" fa referència al cas en què la interacció in situ és repulsiva.
Aquest hamiltonià té un global {\displaystyle U(1)} simetria, que significa que és invariant (les seves propietats físiques no canvien) per la transformació {\displaystyle {\hat {b}}_{i}\rightarrow e^{i\theta }{\hat {b}}_{i}}. En una fase superfluida, aquesta simetria es trenca espontàniament.